# Clustal
Clustal ist ein weitverbreitetes Computerprogramm für Multiples Sequenzalignment. Die aktuelle Version ist 2.1. Es gibt drei Varianten des Programms:
- ClustalW: ein Kommandozeilenprogramm
- ClustalX: mit grafischer Benutzeroberfläche. Das Programm ist für Windows, Mac OS und Unix/Linux verfügbar.
- Clustal Omega: ein Kommandozeilenprogramm. Das Programm kann viele Sequenzen (>100.000) schnell und mit großer Qualität alignieren.

## Eingabe / Ausgabe
Das Programm kann eine große Auswahl Eingabeformate verarbeiten, darunter NBRF/PIR, FASTA, EMBL/Swissprot bzw. UniProt, Clustal, GCC/MSF, GCG9 RSF und GDE.
Die Ausgabe kann in folgenden Formaten erfolgen: Clustal, NBRF/PIR, GCG/MSF, PHYLIP, GDE, NEXUS.

## Multiples Sequenzalignment
Clustal führt drei Hauptschritte durch:
1. Paarweises Alignment,
2. einen phylogenetischen Baum erstellen (oder einen benutzerdefinierten verwenden),
3. den phylogenetischen Baum für das multiple Alignment verwenden.

Diese Schritte werden automatisch durchgeführt, wenn man Do Complete Alignment (Komplettes Alignment durchführen) auswählt.
Als weitere Optionen stehen Do Alignment from guide tree (Führe Alignment anhand eines Guide tree) und Produce guide tree only (Nur den Guide Tree erstellen).

## Profil Alignments
Paarweise Alignments werden für alle und gegen alle Sequenzen berechnet; Übereinstimmungen werden in einer Matrix gespeichert. Diese wird anschließend in eine Distanzmatrix (distance matrix) konvertiert, wo der Distanzwert den evolutionären Abstand zwischen jedem Sequenzpaar widerspiegelt.
Aus dieser Distanzmatrix wird anhand eines Neighbor-Joining-Algorithmus zur Clusterbildung (Neighbor-joining clustering algorithm) ein Guide Tree oder ein phylogenetischer Baum konstruiert, der die Reihenfolge vorgibt, in der Sequenzpaare aligniert (angeordnet) und mit vorangegangenen Alignments kombiniert werden sollen. Sequenzen werden an jedem Zweigpunkt progressiv aligniert, wobei mit demjenigen Sequenzpaar begonnen wird, das den geringsten Abstand aufweist.

## Einstellungen
Benutzer können unter Verwendung der Standardeinstellung Sequenzen alignieren, aber von Fall zu Fall ist es sinnvoll, eigene Parameter zu verwenden.
Die Hauptparameter sind gap opening penalty und die gap extension penalty (siehe Sequenzalignment).

## Beschleunigte Version
Eine FPGA-basierte Version des ClustalW Algorithmus wird von der Firma Progeniq angeboten und verzeichnet eine zwanzigfach höhere Verarbeitungsgeschwindigkeit gegenüber der Software-Implementierung.